# Роуан (окръг, Западна Вирджиния)
Окръг Роуан (на английски: Roane County) е окръг в щата Западна Вирджиния, Съединени американски щати. Площта му е 1254 km², а населението – 14 684 души (2012). Административен център е град Спенсър.